# Jonathan Toledo
Jonathan Toledo Paragarino (Montevideo, 10 gennaio 1996) è un calciatore uruguaiano, difensore svincolato.

## Caratteristiche tecniche
È un difensore centrale.

## Carriera
Cresciuto nel settore giovanile dell'Albion, ha debuttato in prima squadra il 19 maggio 2018 disputando l'incontro di Segunda División Profesional pareggiato 1-1 contro il Plaza Colonia. Il 6 febbraio 2019 è passato al Fénix.